# Delirious (píseň, David Guetta)
Delirious je housová píseň francouzského DJe Davida Guetty a britské zpěvačky Tary McDonaldové z Guttova třetího studiového alba Pop Life. Jako třetí singl z alba byla vydána 31. ledna 2008.

## Videoklip
Klik natočil Denys Thibau v Montrealu. Zachycuje naštvanou asistentku ředitele, hranou americkou modelkou Kelly Thybaudovou, která barvou zdemoluje ředitelovu kancelář. Nakonec se v ní vyfotí, fotografii pohodí v kanceláři a s úsměvem odchází.
V klipu se taktéž objeví David Guetta a zpěvačka Tara McDonald, což je první vystoupení zpěvačky v Guettově klipu.